# New Direction
New Direction är David & the Citizens fjärde EP, utgiven i april 2003 av Adrian Recordings. Omslagsbilden är ritad av bandets låtskrivare och sångare David Fridlund.

## Låtlista
Alla låtar är skrivna av David Fridlund.
1. "New Direction" - 3:28
2. "Betina" - 4:24
3. "Glued to the Light" - 4:11
4. "Time Is Nothing" - 4:51

## Medverkande musiker
- David Fridlund
- Conny Fridh
- Alexander Madsen
- Mikael Carlsson
- Magnus Bjerkert
- Åsa Gjerstad

## Listplaceringar
| Lista (2003) | Topplacering |
| ------------ | ------------ |
| Sverige      | 54           |